# Albert Dekker
Albert Van Dekker (ur. 20 grudnia 1905 w Nowym Jorku, zm. 5 maja 1968 w Hollywood) – amerykański aktor i polityk.

## Filmografia
- 1938: Maria Antonina jako hrabia Prowansji
- 1939: Miesiąc miodowy w Paryżu jako pijak (niewymieniony w czołówce)
- 1939: Braterstwo krwi jako Schwartz
- 1940: Siedmiu grzeszników jako doktor Martin
- 1941: Honky Tonk jako Brazos Hearn
- 1942: Star Spangled Rhythm jako on sam (niewymieniony w czołówce)
- 1942: W starej Kalifornii jako Britt Dawson
- 1943: The Kansan jako Steve Barat
- 1943: Wojny drapieżców jako Jim "Hunk" Gardner
- 1946: Zabójcy jako Wielki Jim Colfax
- 1946: Suspense jako Frank Leonard
- 1947: Dżentelmeńska umowa jako John Minify
- 1954: Srebrny kielich jako Kester
- 1955: Na wschód od Edenu jako Will Hamilton
- 1955: Śmiertelny pocałunek jako doktor G.E. Soberin
- 1959: Nagle, zeszłego lata jako doktor Hockstader
- 1965: Rawhide (serial) jako Josh Breeden/Jonas Bolt
- 1966: Mission: Impossible (serial) jako pułkownik Shtemenko
- 1968: Bonanaza (serial) jako Barney Sturgess
- 1969: Dzika banda jako Pat Harrigan